# Mazanec (hrad)
Mazanec je zaniklý hrad na severozápadním okraji města Žlutice v okrese Karlovy Vary. Hrad stál v nadmořské výšce okolo 550 metrů a dochovalo se z něj zejména obvodové valové opevnění.

## Historie
Mazanec vznikl jako předsunuté opevnění žlutického hradu, který se nacházel v nevýhodné poloze snadno ohrozitelné dělostřelbou. Jako první písemná zmínka o hradu bývá uváděna listina Jindřicha z Elsterberka z roku 1418, která však Mazanec vůbec nezmiňuje, a je pravděpodobné, že jeho zakladatelem byl až Jakoubek z Vřesovic. Hrad byl v historických pramenech uváděn v letech 1515 a 1537, ale v roce 1568 už byl označen jako zřícenina.

## Stavební podoba

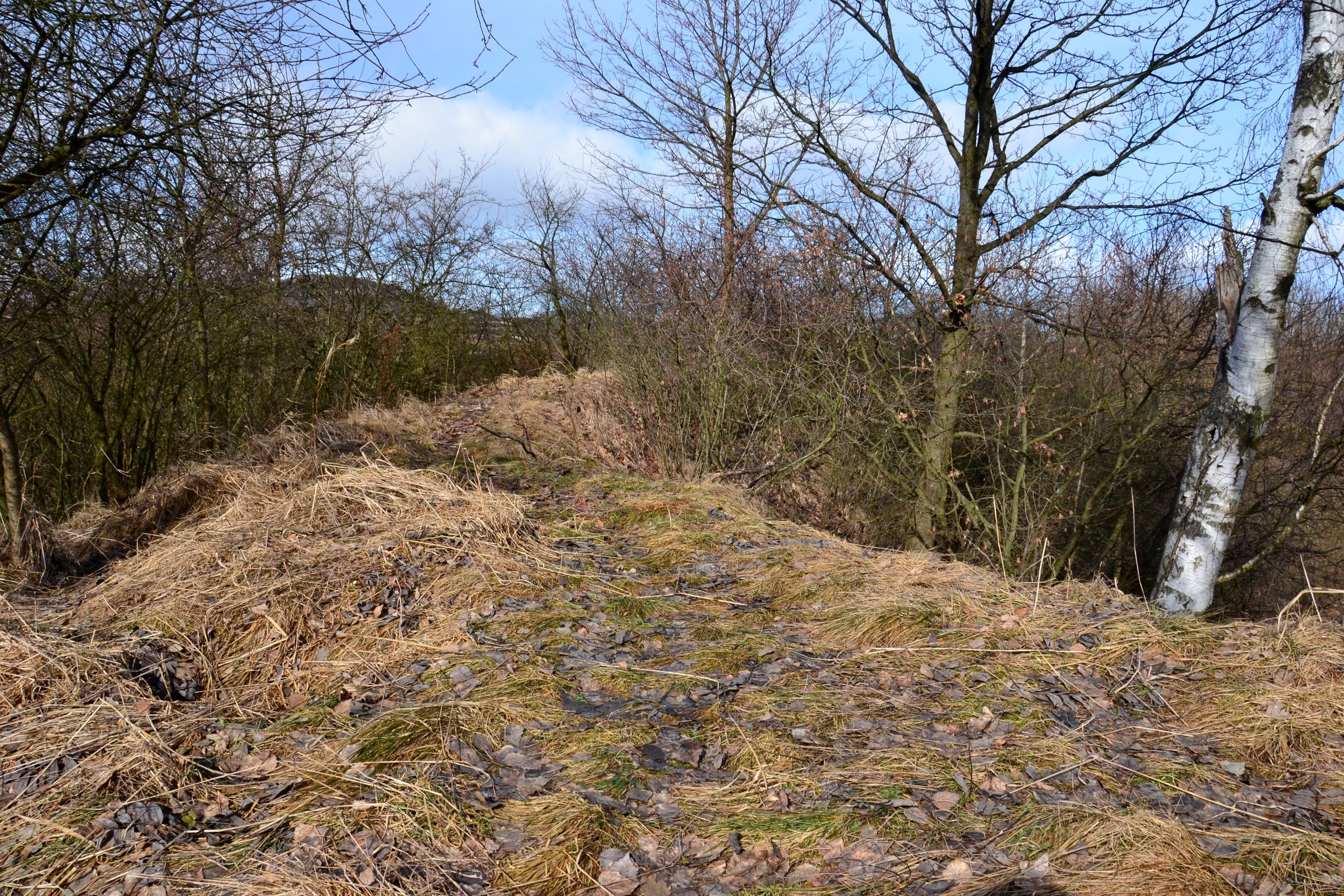
Koruna valu na severozápadě

Současná podoba vnitřní plochy hradu je výsledkem úpravy areálu pro sportovní účely. Z hradu se tak dochoval pouze obvodový val, který chránil oválnou plochu o rozměrech přibližně 80 × 80 metrů. Minimálně na severní straně byl val zevnitř obezděn nebo k němu byla přiložena stavba. Na severozápadní straně se val mírně rozšiřuje a prohlubeň zde naznačuje existenci věžovité stavby. Na jihovýchodní straně byl val zcela rozvezen. Východně od pozůstatků hradu se mezi ním a silnicí mohlo nacházet lehčeji opevněné předhradí, ale žádné stopy po něm se v terénu nedochovaly.

## Přístup
Prostor hradu je volně přístupný cestou, která odbočuje ze silnice II/205 mezi kempem a domem čp. 159.